# ЛСП (група)
«ЛСП» — білоруський музичний гурт. Колектив заснували два учасники — Олег Савченко (ЛСП) та Роман Сащеко, назва була обрана на честь самого ЛСП.

## Історія
Гурт був сформований після початку спільної роботи Олега та Романа, де другий займав роль саунд-продюсера та другого виконавця. До заснування колективу Англієць вже брав участь у створенні релізів Савченка, а саме — був відповідальний за загальний контроль відомості його міні-альбому «Видеть цветные сны», реліз якого відбувся 16 вересня 2011. Спільна робота у форматі групи офіційно розпочалася 24 травня 2012 року, після випуску синглу "Номера ".
30 липня 2017 року пішов другий учасник колективу Рома Англієць і таким чином у групі залишився лише один учасник — Олег. За час їхньої спільної роботи було випущено три платівки: "Виселіцца " (2014), Magic City (2015) та Tragic City (2017).
10 вересня 2017 року з'явилася інформація про те, що склад групи поповнили два нових учасники — Den Hawk та Петро Клюєв.

## Дискографія
Дискографія гурту «ЛСП» розпочинається з 2012 року. До цього року дискографія в основній статті стосується лише сольної творчості артиста Олега ЛСП.

### Студійні альбоми
- Виселлица (2014)
- Magic City (2015)
- Tragic City (2017)
- Свиное рыло(2020)
- One More City (2020)
- Несчастные люди (2023)

### Міні-альбоми
- 2015 — Romantic Colegtion
- 2016 — «Кондитерская» (разом з Pharaoh)